# Rio Comprido

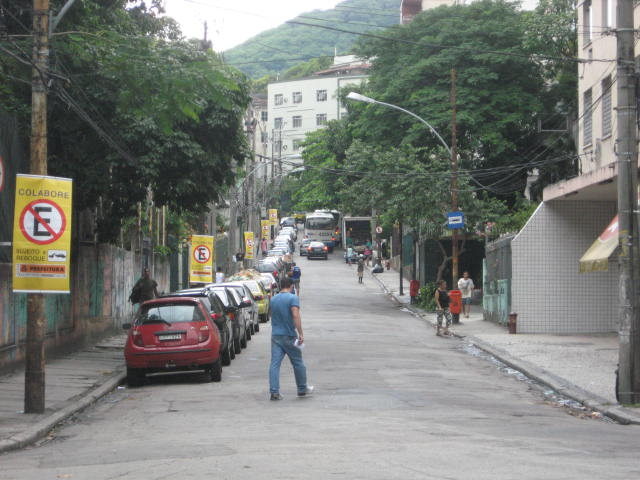
Rua do Bispo, al barri de Rio Comprido

Rio Comprido és un barri del centre de Rio de Janeiro a Brasil.
 El nom de Rio Comprido prové del riu que hi passa. Actualment, aquest riu està canalitzat i completament degradat i desemboca a la badia de Guanabara. Rio Comprido significa Riu llarg.
Aquest barri és travessat per una autopista elevada que el talla en dues parts. Es troba a l'alçada (el sud del barri) de les favelas.
Al nord-est es troba el barri Estácio, a l'est i al sud el barri Santa Teresa i a l'oest el barri Tijuca.